# 日健フーズ
株式会社日健フーズ（にっけんフーズ）は、かつて全国百貨店に於いて特定保健用食品・健康食品・自然食品の販売を行っていた企業。食事献立の作成・栄養相談及び指導も行う。
メープルシロップを主力商品として販売。

## 沿革
- 1968年 - 設立。
- 2009年9月 - 大阪地裁に破産申請[1]。